# Kogge
En kogge er en skibstype, som udvikledes af Hanseforbundet i middelalderen. Koggerne spillede en betydelig rolle i den middelalderlige skibsfart, ikke mindst i Nordvesteuropa og Østersøen.

## Beskrivelse (definition)
Koggerne havde kun en mast og førtes med et såkaldt råsejl. En kogge havde ret stævn og var bygget med en flad bund uden køl, hvilket gjorde det muligt for skibet at blive stående ved ebbe uden at kæntre samt at kunne anløbe grunde havne eller strande. Den flade bund var bygget i kravelteknik, hvor bordplanken ligger stumt mod hinanden uden overlapning. De høje sider og stævne var derimod bygget med klink, hvor bordplankerne overlapper hinanden. Et andet kendetegn ved en kogge er, at de tværgående bjælker, såkaldte "betabjælker" går ud gennem skrogets sider. De ældste kogger har haft sideror, men de senere fik de stævnror.

## Historie
Koggen var i middelalderen det bedste nordeuropæiske fartøj til varefragt.
Efter Lübecks etablering i midten af 1100-talet og fremkomsten af samvirket mellem stæderne i det nordlige Tyskland i form af et Hanseforbund, overtog dette en betydende rolle i handel og skibsfart på havet i hele det nordlige Europa. For Hansaen gjaldt det at gøre skibene så rummelige for last som muligt for at skaffe det bedst mulige udbytte ved varefragten. De oprindelige nordiske skibe af vikingetype var derimod hurtige og kunne gå ind ved lavvandede kyster, men de var med undtagelse af de såkaldte knarr, ikke byggede til at kunne tage større mængder gods om bord. Med koggerne indførtes en helt ny skibstype i hele det nordlige Europa. Blandt andet indebar byggeriet af kogger indførelsen af teknikken med kravelbygning i Skandinavien, tidligere anvendt i blandt andet Middelhavsområdet. Koggerne byggedes med kravel i bunden for at gå over til sædvanlig bordlægning i klink ved skibets sider og stævne. Skibene blev tillige bygget på en helt anden måde end vikingeskibene. Da saven blev taget i brug ved skibsbyggeri i stedet for at kløve bordplanken med en økse ud af stammen opnåedes en mere rationel udnyttelse af træet, og dette blev af voksende betydning i takt med, at knaphed på egnet træ med tiden voksede.
Skibenes længde var omkring 20 meter, de var brede og høje og derfor med stor lasteevne. En normalstor kogge kunne fragte op imod 80 ton last. Tiden krævede store lasterum: i bevarede regnskaber for årene 1398-1400 indførtes eksempelvis fra Malmö til Lübeck henholdsvis 32.600, 27.800 og 29.100 store tønder sild. Lübeck var blot en af mange stæder, som Malmö i datiden drev samhandel med. Disse transporter med sild skulle tilmed ske i en begrænset periode i det tidlige efterår.
Den første skriftlige omtale af en kogge stammer fra året 1206 og angår en tysk undsætningsaktion til Riga. Der er imidlertid fundet kogger stammende allerede fra 1100-tallet. Den ældste kogge er fundet i det nordvestlige Jylland. I Bremens havn gjordes i 1962 et unikt fund af en yderst velbevaret kogge. Denne var 23,5 meter lang og 7,5 meter bred. 40 par spanter udgjorde sammen med den øvrige fortømring et konstruktionsskelet, til hvilket bordplankerne var fæstede. Højden midtskibs var 5,3 meter og ved det over dette byggede agterkastel 7,5 meter. Skibet er ved dendrokronologi dateret til ca. 1380.
Fund af andre kogger (gennemgående mindre velbevarede end Bremerkoggen) er gjort flere steder i det nordlige Europa: Zuiderzee og Almere i Holland, i Danmark ved Kolding, Kollerup, Skagen, ved Vejby strand og den såkaldte Lille Kregme-kogge (begge i Nordsjælland), i Norge på Sellöerne og i Sverige fra Helgeandsholmen, Mollösund, Bossholmen ved Oskarshamn og ved Skanör.

## Danske fund af koggevrag
| Findested    | Ca. byggeår |
| ------------ | ----------- |
| Kollerup     | 1150        |
| Kolding      | 1190        |
| Skagen       | 1200        |
| Vejby        | 1372        |
| Lille Kregme | 1358        |
| Skanør       | 1390        |